# Camille Rouyer
Pour les articles homonymes, voir Rouyer, India et Drumont (homonymie).
Camille Rouyer, née le 7 février 1855 à Pont-Saint-Esprit et morte le 10 décembre 1943 à Neuilly-sur-Seine, est une journaliste française, connue sous le pseudonyme India.

## Biographie

### Jeunesse
Née le 7 février 1855 à Pont-Saint-Esprit, dans le Gard, Marie-Louise-Camille Rouyer est la fille de Marie-Louise-Flavie Vieuilles et de François-Hector Rouyer (d) (1822-1898), garde du génie en poste à la citadelle locale. Camille est la sœur du commandant Louis Rouyer (1857-19..) et du journaliste Charles Rouyer.
Entre 1864 et 1874, Camille vit en Inde française, à Karikal puis à Pondichéry, où son père a été nommé ingénieur colonial. Cette adolescence indienne lui inspirera plus tard son nom de plume, « India ».
En 1874, la famille Rouyer est de retour en France, François-Hector ayant obtenu un poste au ministère de la Guerre, à Paris. Retraité de l'armée en 1877, il part à Fontevrault, dans le Maine-et-Loire, pour y assurer les fonctions d'architecte de la maison centrale installée dans l'ancienne abbaye et de la colonie pénitentiaire Saint-Hilaire à Roiffé.

### Premier mariage
C'est donc à Fontevrault que, le 5 octobre 1881, Camille épouse un ami de son père, l'architecte Jean Fugairon (d) (1855-1918). D'abord installé dans la capitale, le jeune couple part ensuite pour Corbeil, dont Jean est devenu l'architecte municipal. Le 1er février 1889, Camille y donne naissance à un fils, le futur aviateur puis homme de théâtre Paul Fugairon (d) (1889-1930).
Pianiste et chanteuse douée, Camille est tombée amoureuse d'un musicien, dont elle est devenue la maîtresse dès le mois de mai 1888, soit neuf mois avant la naissance de Paul. En avril 1889, Jean découvre une lettre trahissant cette liaison adultère, mais il préfère brûler ce document et pardonner à son épouse. Un an plus tard, la découverte d'une nouvelle lettre de l'amant de Camille pousse Jean à demander le divorce, qui est définitivement prononcé le 9 janvier 1892.

### Journaliste àLa Libre Paroleet compagne d’Édouard Drumont
Camille entretient alors une liaison avec l'homme de lettres Gaston Méry, qui devient peu de temps après le collaborateur du journal antisémite La Libre Parole, fondé en juin 1892 et dirigé par le polémiste Édouard Drumont. Méry fait bientôt entrer dans ce nouveau quotidien sa maîtresse, qui y signe de son pseudonyme d'India une « Chronique de la mode », publiée chaque semaine entre le 8 août 1892 et le 11 novembre 1913. Elle collabore également au supplément illustré du journal.

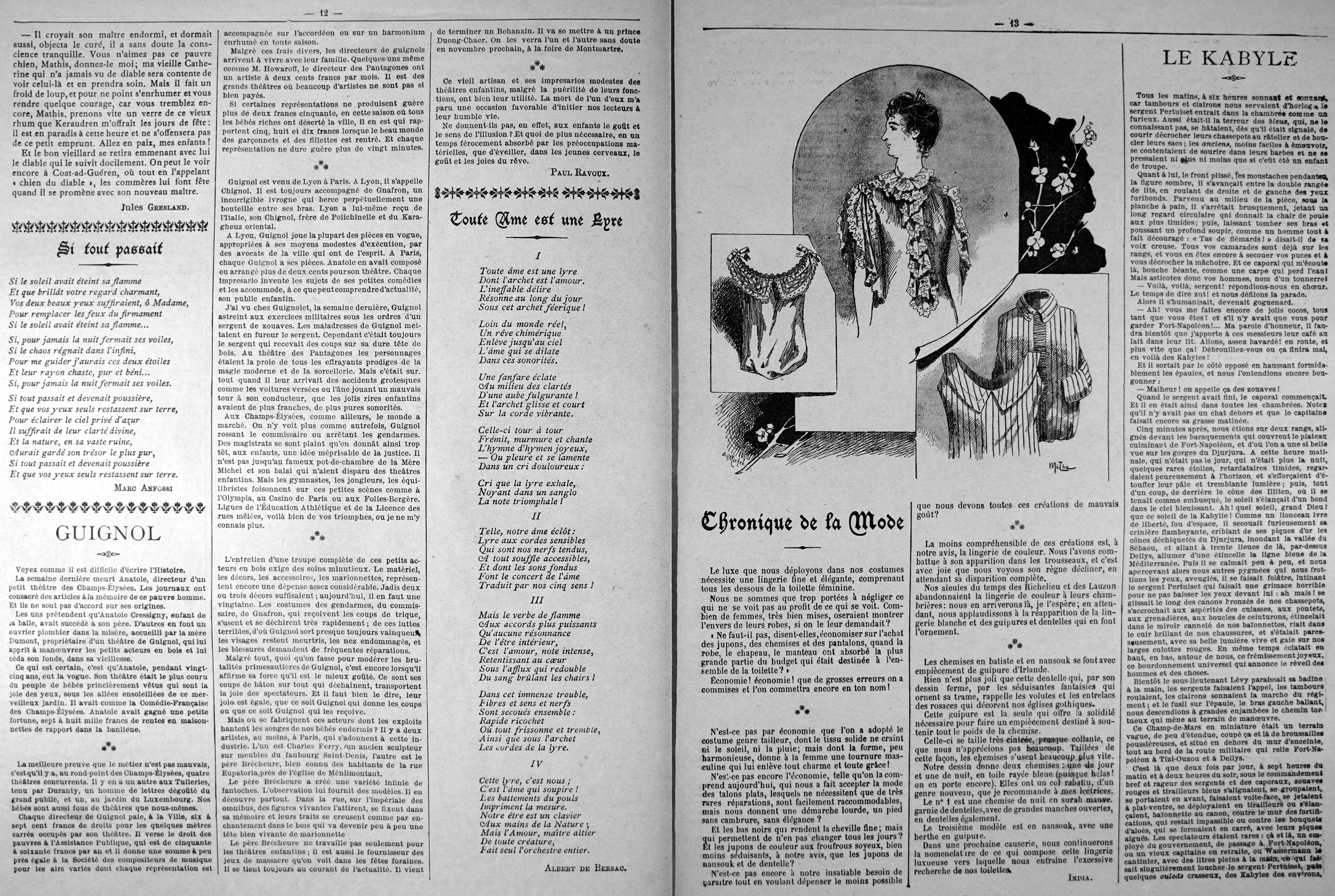
« Chronique de la mode » par India dans La Libre Parole illustrée du 16 septembre 1893.

Camille séduit bientôt son patron, Édouard Drumont, veuf depuis 1885. Leur liaison pourrait remonter au moins au mois d'août 1894, quand la journaliste se rend à Bruxelles, où Drumont s'est exilé depuis quinze jours, craignant une arrestation motivée par sa complaisance envers les anarchistes. Elle n'est cependant constatée qu'en 1898 par les indicateurs qui surveillent le directeur de la Libre Parole pour le compte de la préfecture de police. Drumont cache ce concubinage avec une femme divorcée pour ne pas heurter son lectorat catholique, mais le secret est éventé par ses ennemis dès 1902.
De plus en plus influente auprès de Drumont, Camille le convainc de vendre la Libre Parole et d'en céder la direction en 1910. Le 28 juillet 1913, un mois après l'inscription de Camille dans le testament de Drumont en tant que légataire universelle, leur mariage a lieu à Vallery, dans leur maison de campagne, l'état de santé de Drumont ne lui permettant pas de se déplacer en mairie. Malgré les précautions pour garder ce mariage civil secret, l'événement est commenté dès le 21 octobre dans le Gil Blas.
En décembre 1913, les Drumont acquièrent une maison à Veneux-les-Sablons, à la lisière de la forêt de Fontainebleau. Le 30 août suivant, l'annonce de l'avancée des troupes allemandes, les force à se réfugier jusqu'au mois de novembre à Val-André, en Bretagne. Cette expérience inspirera à Camille un livre, Le Journal d'une mère pendant la guerre, publié en 1916 en français et en anglais.

### Veuve d’Édouard Drumont
Devenue veuve en 1917, Camille Drumont est confrontée à une situation financière difficile, malgré quelques aides diverses, dont une petite rente versée par Arthur Meyer, directeur du Gaulois, qui s'était réconcilié avec Drumont en 1901. Elle obtient finalement un bureau de tabac à Béziers, dont elle complète les revenus en donnant des cours et en rédigeant quelques articles. En 1928, le journal de droite Paris-Soir se mobilise pour lui obtenir des secours financiers. Grâce à cette campagne, elle reçoit notamment mille francs ainsi qu'une rente mensuelle de cent francs du Syndicat de la presse parisienne (d), tandis que René Doumic entreprend des démarches en vue de son admission à la Fondation Galignani de Neuilly.

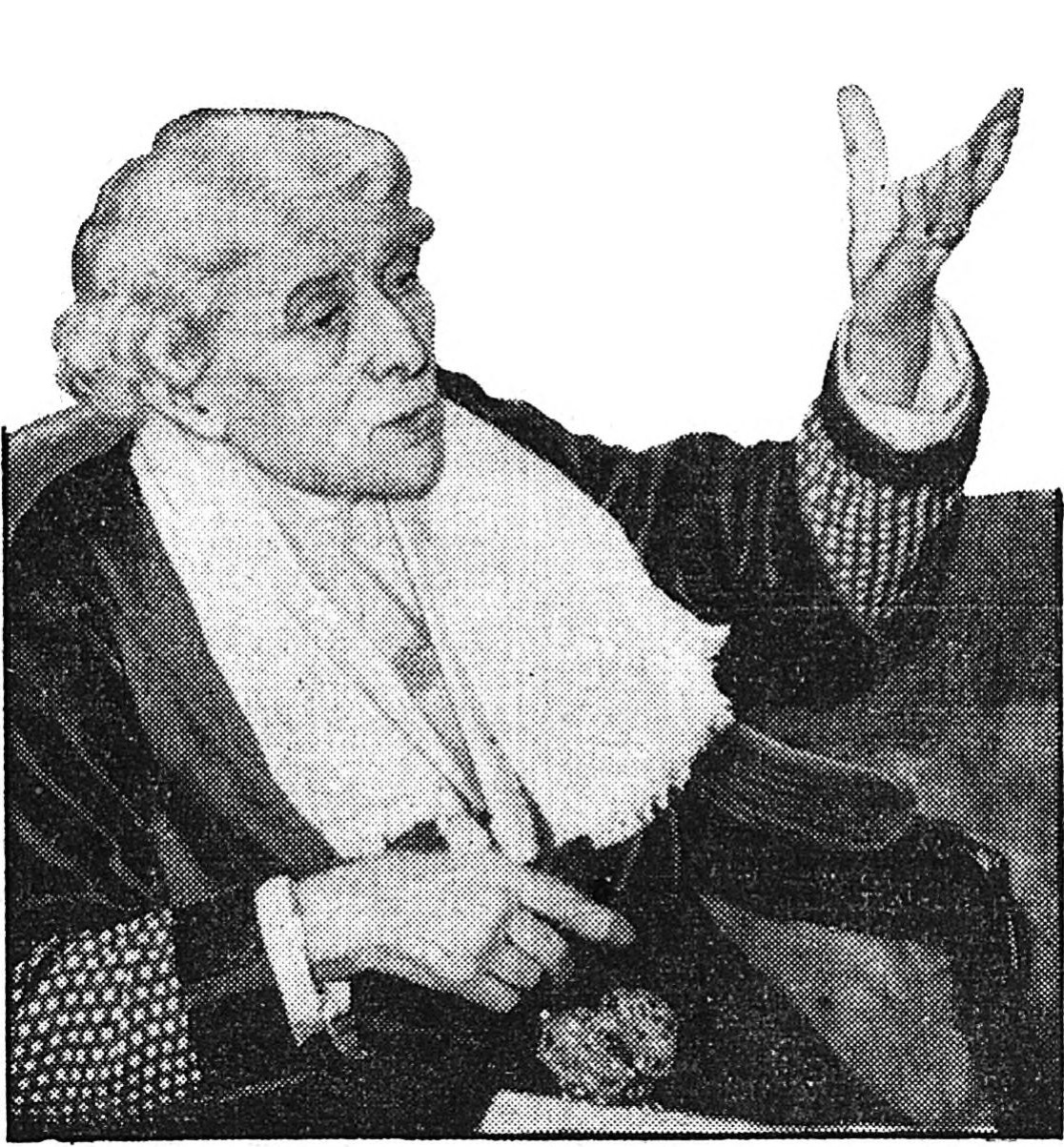
Mme Drumont à Neuilly en 1941

En 1937, Mme Drumont est nommée présidente d'honneur de la Ligue antijuive universelle fondée par le pro-nazi Jean Boissel, mais c'est surtout sous l'Occupation qu'elle bénéficie des égards des collaborationnistes admirateurs des écrits antisémites de son mari. Le journal Au Pilori lance ainsi une souscription en sa faveur. En 1941, elle reçoit 500 francs de la part du maréchal Pétain tandis que le préfet de la Seine, Magny, la nomme co-titulaire d'un kiosque à journaux. Le 24 septembre de la même année, dans le cadre d'une « journée Drumont » organisée par l'Institut d'étude des questions juives, elle est solennellement reçue à l'exposition Le Juif et la France et assiste à l'inauguration d'une plaque commémorative au no 3 bis du passage Landrieu. Quelques semaines plus tard, le rédacteur en chef du Matin, Jacques Ménard, fonde l'Association des journalistes antijuifs, dont Mme Drumont devient la patronne d'honneur. Le 7 octobre 1942, elle assiste à l'inauguration du siège de cette association, installé au no 3 de la rue de Lota dans un immeuble confisqué à un propriétaire juif.
Morte le 10 décembre 1943, à l'âge de 88 ans, elle est inhumée quatre jours plus tard aux côtés de son mari. Louis Darquier de Pellepoix, commissaire général aux questions juives du régime de Vichy assiste à la cérémonie.
Camille Drumont était la grand-mère paternelle de la romancière Madeleine Fugairon (d) (1917-2009).